# Grand Prix de Fourmies 2003
La 71e édition du Grand Prix de Fourmies, s'est déroulée le 14 septembre 2003 sur le circuit traditionnel tracé autour de la commune de Fourmies.
L'épreuve a été remporté par le maillot vert du Tour de France, Baden Cooke qui a devancé au terme des 210 km de course l'Italien Daniele Nardello et le jeune allemand Fabian Wegmann.

## Présentation

### Parcours
La 71e édition du Grand Prix de Fourmies a emprunté, comme à son habitude, un parcours comprenant plusieurs boucles. Une première menant les coureurs du départ en centre-ville de Fourmies jusqu'à la ville de Jeumont ramenant ensuite le peloton vers Fourmies en passant notamment sur des routes escarpées et exposées au vent. Le peloton a ensuite emprunté à six reprises une boucle d'une dizaine de kilomètres tracée dans Fourmies avant de se disputer la victoire.

## Classement final
|    | Coureur           | Pays      | Équipe                 |    | Temps           |
| -- | ----------------- | --------- | ---------------------- | -- | --------------- |
| 1  | Baden Cooke       | Australie | FDJeux.com             | en | 4 h 36 min 23 s |
| 2  | Daniele Nardello  | Italie    | T-Mobile               | +  | m.t.            |
| 3  | Fabian Wegmann    | Allemagne | Gerolsteiner           |    | m.t.            |
| 4  | Robbie McEwen     | Australie | Lotto-Domo             |    | 3 s             |
| 5  | Frank Høj         | Danemark  | Team Fakta             |    | m.t.            |
| 6  | Gert Vanderaerden | Belgique  | Palmans-Collstrop      |    | m.t             |
| 7  | Mirko Celestino   | Italie    | Saeco                  |    | m.t.            |
| 8  | David Kopp        | Allemagne | T-Mobile               |    | m.t             |
| 9  | Ludovic Capelle   | Belgique  | Landbouwkrediet        |    | m.t.            |
| 10 | Matteo Carrara    | Italie    | De Nardi-Colpack-Astro |    | m.t.            |